# César Huamantica
César Huamantica (Lima, Provincia de Lima, Perú, 10 de octubre de 1996) es un futbolista peruano. Juega de centrocampista y su equipo actual es Comerciantes Unidos de la Liga 2 (Perú). Tiene 28 años.

## Trayectoria
César Huamantica fue formado en las divisiones menores del Club Universitario de Deportes. Debido a sus buenas actuaciones en el Torneo de Promoción y Reserva de 2014, fue promovido al primer equipo de la «U» e hizo su debut oficial el 23 de marzo de 2014 ante la Universidad Técnica de Cajamarca en el Torneo del Inca 2014 bajo el mando José Guillermo del Solar. En diciembre de 2015 el directivo de Universitario, Germán Leguía, declaró que se iría cedido al Deportivo Municipal, sin embargo, la operación no se concretó y Huamantica se quedó en Universitario. También se especuló que iba a préstamo a Sport Huancayo. Finalmente en agosto de 2016 fue cedido en préstamo a la Universidad Técnica de Cajamarca.

## Selección nacional
Ha sido internacional con la selección de fútbol del Perú en las categorías sub-15 y sub-20.

## Clubes
| Club                       | País | Año         | PJ | Goles |
| -------------------------- | ---- | ----------- | -- | ----- |
| Universitario de Deportes  | Perú | 2014 - 2016 | 12 | 1     |
| Univ. Técnica de Cajamarca | Perú | 2016        | 10 | 0     |
| Universitario de Deportes  | Perú | 2017 - 2019 | 12 | 0     |
| Comerciantes Unidos        | Perú | 2021 -      | 10 | 0     |

## Palmarés

### Torneos cortos
| Título          | Club                      | País | Año  |
| --------------- | ------------------------- | ---- | ---- |
| Torneo Apertura | Universitario de Deportes | Perú | 2016 |

### Campeonatos nacionales
| Título             | Club                      | País | Año    |
| ------------------ | ------------------------- | ---- | ------ |
| Torneo de Reservas | Universitario de Deportes | Perú | 2014-I |